# Meteorus pinguicornis
Meteorus pinguicornis är en stekelart som beskrevs av Trevor Huddleston 1983. Meteorus pinguicornis ingår i släktet Meteorus och familjen bracksteklar. Inga underarter finns listade i Catalogue of Life.